# Saint-Rivoal
Saint-Rivoal (en bretó Sant-Riwal) és un municipi francès, situat a la regió de Bretanya, al departament de Finisterre. L'any 2006 tenia 171 habitants. A l'inici del curs 2007 el 100% dels alumnes del municipi eren matriculats a la primària bilingüe.

## Demografia
| 1962                                       | 1968 | 1975 | 1982 | 1990 | 1999 |
| ------------------------------------------ | ---- | ---- | ---- | ---- | ---- |
| 311                                        | 257  | 225  | 208  | 172  | 164  |
| Des de 1962: població sense dobles comptes |      |      |      |      |      |

## Administració
| Període | Identitat           | Partit |
| ------- | ------------------- | ------ |
| 2001-   | Yves-Claude Guillou |        |